# Bactrocera modica
Bactrocera modica är en tvåvingeart som först beskrevs av Hardy 1973.  Bactrocera modica ingår i släktet Bactrocera och familjen borrflugor. Inga underarter finns listade.